# 有問題
《有問題》是臺灣歌手張震嶽的第五張個人專輯，由他個人包辦了此專輯所有歌曲的詞曲創作，花了2年的時間才完成，於2000年12月發行。此專輯獲選為2001年第一届华语流行乐传媒大奖的「十大华语唱片」之一。

## 曲目
作詞、作曲：張震嶽
1. 放屁
2. 想太多
3. 一開始就沒退路
4. Intro
5. Trouble
6. 在凌晨
7. 作夢
8. 狗男女
9. 0204 I
10. 0204 II
11. Intro
12. 離開
13. 世界大同
14. 走到底